# Широковски
Широковски (на руски: Широковский) е селище от градски тип в Русия, разположено в Губахински район, Пермски край. Населението му към 1 януари 2018 година е 3196 души.